# Pietro Fantin

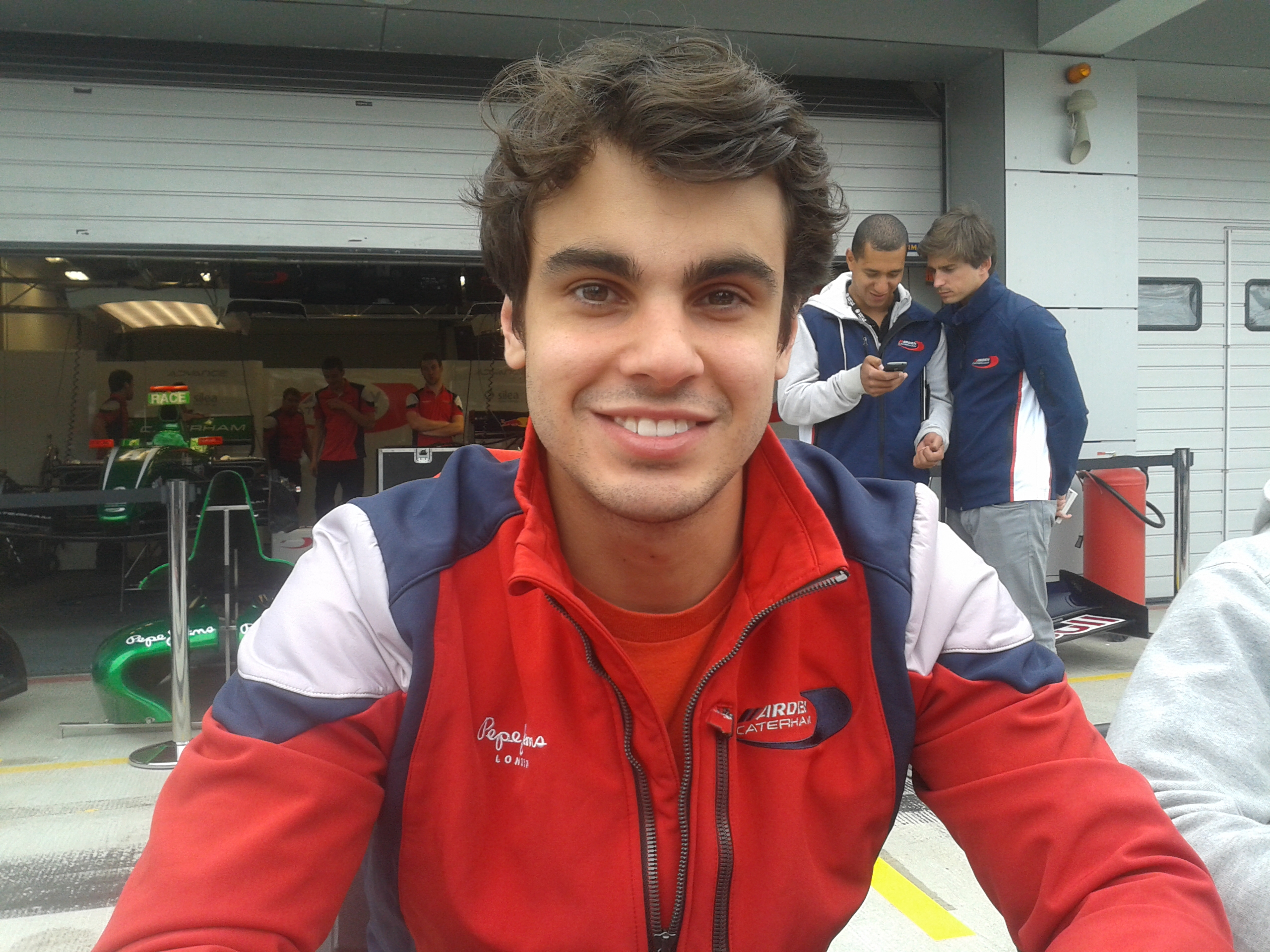
Pietro Fantin 2013

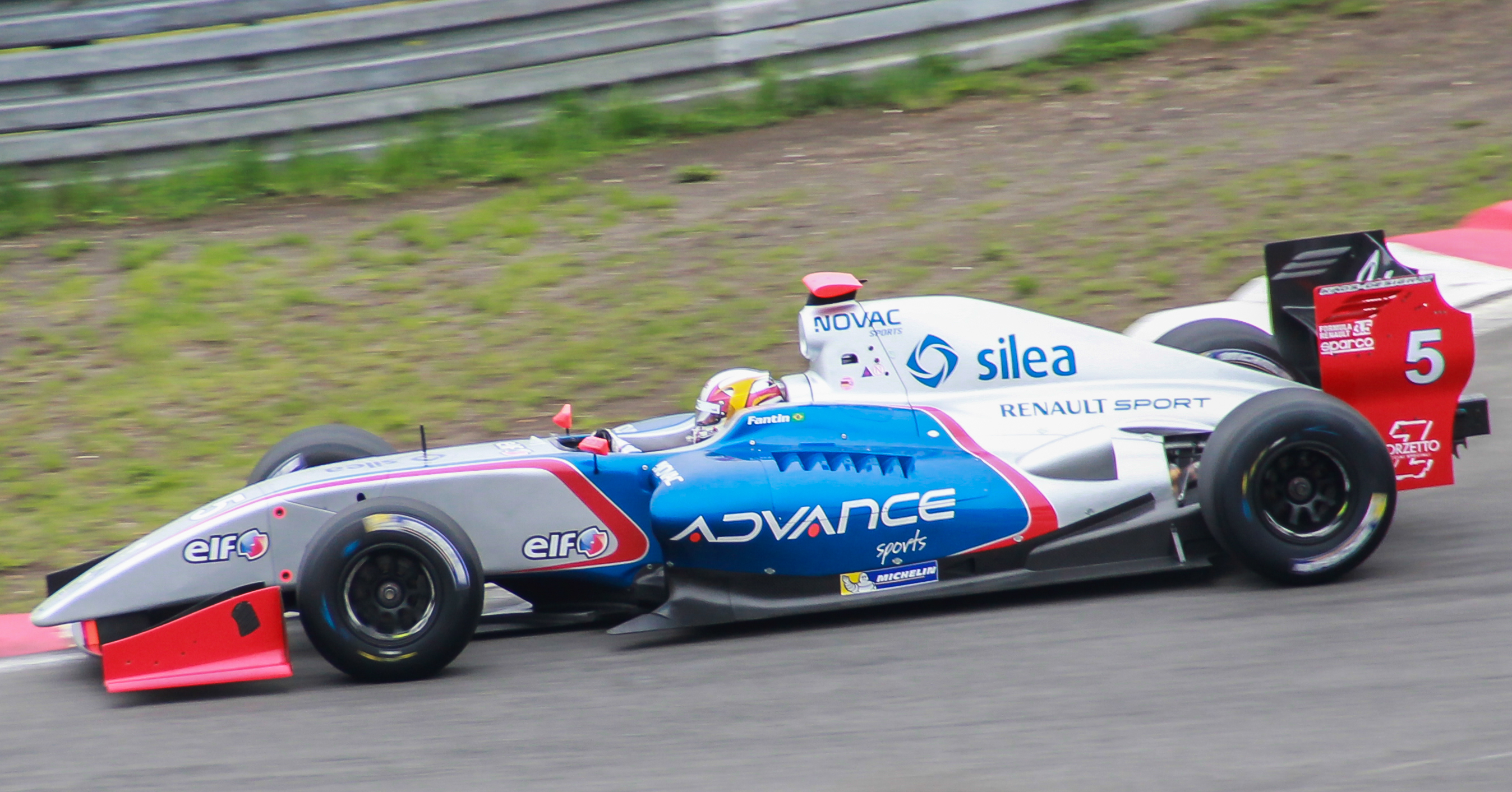
Pietro Fantin beim ersten Rennen der Formel Renault 3.5 auf dem Nürburgring 2014

Pietro Fantin (* 28. November 1991 in Curitiba) ist ein ehemaliger brasilianischer Automobilrennfahrer. Er trat von 2013 bis 2015 in der Formel Renault 3.5 an.

## Karriere
Fantin begann seine Motorsportkarriere wie die meisten Rennfahrer im Kartsport, in dem er bis 2009 aktiv war. 2010 wechselte Fantin in den Formelsport und nahm für Hitech Racing Brazil an 9 von 24 Rennen der südamerikanischen Formel-3-Meisterschaft teil. Er gewann dabei drei Rennen und stand insgesamt fünf Mal auf dem Podest. In der Gesamtwertung beendete er die Saison auf dem neunten Platz. Außerdem absolvierte er für Hitech Racing neun Gaststarts in der britischen Formel-3-Meisterschaft.
2011 erhielt Fantin als regulärer Fahrer ein Cockpit bei Hitech Racing in der britischen Formel-3-Meisterschaft. Er entschied ein Rennen für sich und schloss die Saison auf dem achten Platz ab. 2012 wechselte Fantin innerhalb der britischen Formel-3-Meisterschaft zu Carlin. Mit einem Sieg und sieben Podest-Platzierungen verbesserte sich Fantin auf den siebten Rang.
2013 trat Fantin für Arden Caterham in der Formel Renault 3.5 an. Mit einem siebten Platz als bestes Ergebnis schloss er die Saison auf dem 21. Rang ab. Mit 14 zu 172 Punkten unterlag er seinem Teamkollegen António Félix da Costa, der Gesamtdritter war. 2014 wechselte Fantin innerhalb der Formel Renault 3.5 zu International Draco Racing. Mit einem dritten Platz erzielte er erstmals eine Podest-Platzierung. Er wurde 15. in der Fahrerwertung und setzte sich intern mit 34 zu 26 Punkten gegen Luca Ghiotto durch. 2015 blieb Fantin bei International Draco Racing in der Formel Renault 3.5. Mit einem dritten Platz gelang ihm erneut eine Podest-Platzierung. Fantin setzte sich intern mit 61 zu 1 Punkten deutlich gegen Bruno Bonifacio durch und schloss die Saison auf dem zehnten Platz ab. Sowohl Fantin, als auch Bonifacio verließen Draco, das nach der Saison aufgelöst wurde, nach dem drittletzten Rennwochenende.

## Statistik

### Karrierestationen
| - 2010: Südamerikanische Formel 3 (Platz 9) - 2011: Britische Formel 3 (Platz 8) | - 2012: Britische Formel 3 (Platz 7) - 2013: Formel Renault 3.5 (Platz 21) | - 2014: Formel Renault 3.5 (Platz 15) - 2015: Formel Renault 3.5 (Platz 10) |

### Einzelergebnisse in der Formel Renault 3.5
| Jahr | Team                       | 1   | 2   | 3   | 4   | 5   | 6   | 7   | 8   | 9   | 10  | 11  | 12  | 13  | 14  | 15  | 16  | 17  | Punkte | Rang |
| ---- | -------------------------- | --- | --- | --- | --- | --- | --- | --- | --- | --- | --- | --- | --- | --- | --- | --- | --- | --- | ------ | ---- |
| 2013 | Arden Caterham Motorsport  | MNZ | MNZ | ALC | ALC | MON | SPA | SPA | MOS | MOS | SPI | SPI | HUN | HUN | LEC | LEC | CAT | CAT | 14     | 21.  |
| 2013 | Arden Caterham Motorsport  | DNF | 7   | DNF | 18  | DNF | 16  | 12  | 18  | 8   | DNF | 9   | DNF | 14  | 11  | 20  | 9   | 20  | 14     | 21.  |
| 2014 | International Draco Racing | MNZ | MNZ | ALC | ALC | MON | SPA | SPA | MOS | MOS | NÜR | NÜR | HUN | HUN | LEC | LEC | JRZ | JRZ | 34     | 15.  |
| 2014 | International Draco Racing | 11  | 8   | 10  | 12  | 15  | DNF | DNF | 3   | DNF | 7   | DNF | DNF | 11  | DNF | 20  | DNF | 6   | 34     | 15.  |
| 2015 | International Draco Racing | ALC | ALC | MON | SPA | SPA | HUN | HUN | SPI | SPI | SIL | SIL | NÜR | NÜR | LMS | LMS | JRZ | JRZ | 61     | 10.  |
| 2015 | International Draco Racing | 6   | 11  | 5   | DNF | 8   | DNF | 8   | 13  | 4   | 11  | 3   | 7   | 9   |     |     |     |     | 61     | 10.  |